# Glutéline
Les glutélines sont un groupe de protéines de réserve présentes chez de nombreuses plantes de la famille des Poaceae, notamment les céréales. Elles constituent ainsi la principale forme de stockage de l'énergie métabolique de l'albumen du riz. Ces protéines sont solubles dans des acides et des bases diluées, des détergents, des agents chaotropiques, ou encore des réducteurs. Ce sont généralement des protéines semblables aux prolamines de certaines graines de graminées.
La gluténine est la plus courante des glutélines, car on la trouve dans le blé où elle est responsable de certaines propriétés de la farine de blé tendre recherchées lors de la cuisson du pain. Les glutélines de l'orge et du seigle ont également été identifiées. Ces espèces contiennent typiquement des glutélines de haut poids moléculaire (HPM) et de faible  poids moléculaire (FPM) ; ces protéines se réticulent lors de la cuisson en établissant des ponts disulfure. La gluténine pourrait agir comme facteur de sensibilisation à la maladie cœliaque chez les patients présentant une prédisposition génétique.